# Révai Miklós Gimnázium (Győr)
A Révai Miklós Gimnázium és Kollégium Győr városában található. Jogelődje a Ratio Educationis által létesített Győri Királyi Nemzeti Főbb Iskola (1778-tól), valamint a Révai Miklós által megnyitott Győri Királyi Nemzeti Főbb Rajzoló Iskola (1787/88). Ez utóbbitól számították az intézet fennállását.

## Az iskola története

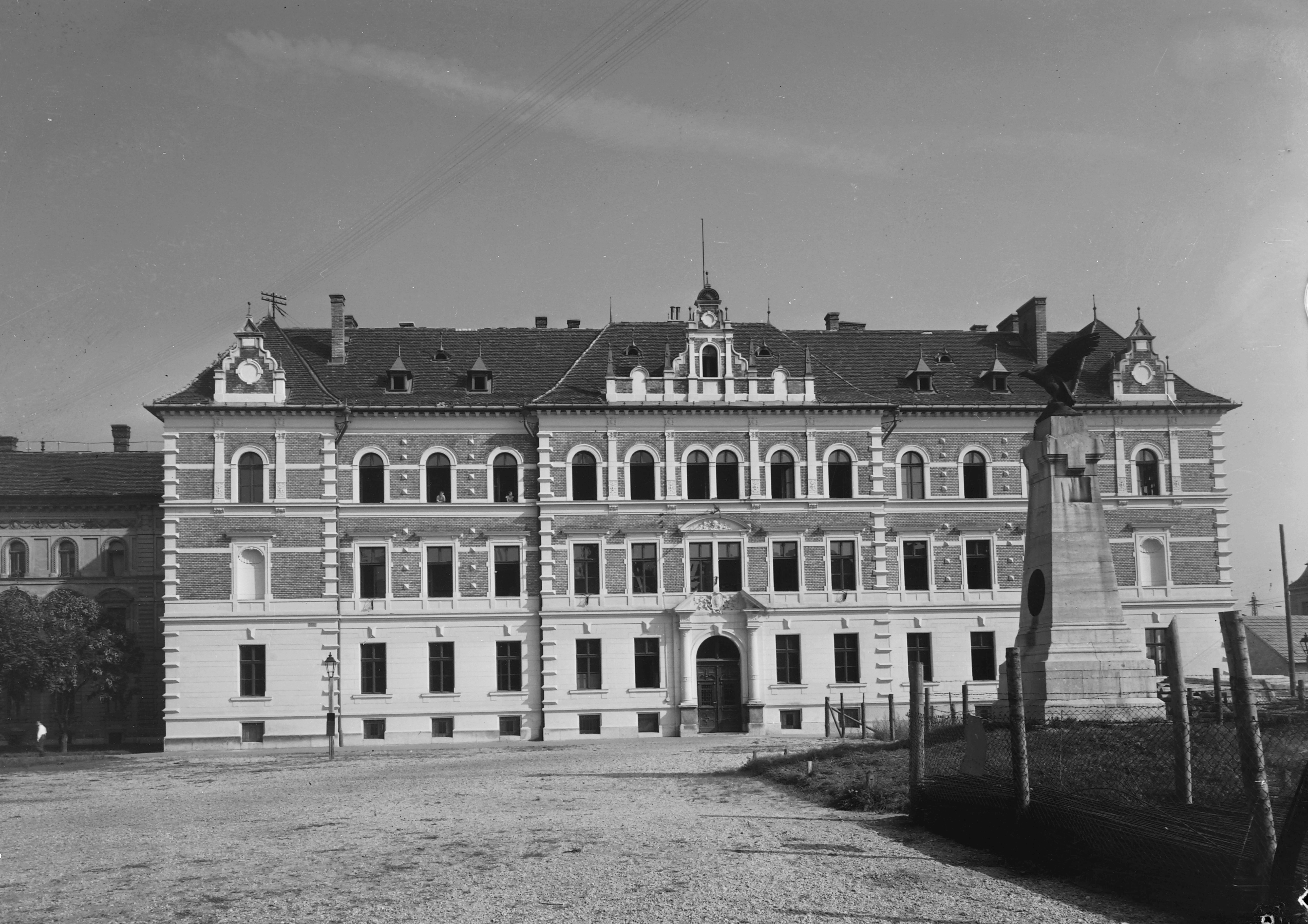
A Révai Gimnázium és a Honvéd-emlékmű (1955)

Révai Miklós (élt 1750-től 1807-ig, költő, iskolaalapító és nyelvtudós. Verseskötetei: A magyar alagyák, Elegyes versek; Nyelvészeti munkái: Antiquitates Literaturae Hungaricae [Magyar Irodalmi Régiségek], Elaboratior Grammatica Hungarica [Tüzetes Magyar Nyelvtan]) 1787-től 1795-ig volt a rajziskola tanára. A 19. század első felében Frumann Antal volt az intézmény legnevesebb tanítója; több középület terve, felépítése fűződik nevéhez. Az iskola tanítványai között találjuk gróf Batthyány Lajost, a győri akadémia tanulóját, aki egyúttal a rajziskolát is látogatta.
A szabadságharc után az intézet 1853-ban alreáliskolává fejlődött, hogy az iparos-kereskedő város igényeit jobban kiszolgálja. Ennek volt jeles növendéke Liezen-Mayer Sándor, az európai hírű festőművész (1851/52 – 1853/54). A társadalmi fejlődés követelményeihez igazodva 1872-ben született meg a város és az állam között a megállapodás: az alreáliskolát államosítják és főreállá fejlesztik. 1893-ban költözött mai épületébe. A főreáliskola (1873-1940) jeles szerepet játszott a város életében haladó gondolkodású, tevékeny tanári kara és tehetséges diákjai révén. Főként a századfordulótól 1920-ig virágzott sokoldalú tevékenységével az intézet. Jelesebb tanárok ez időből: Arany Dániel (1894-ben a középiskolai Matematikai Lapok elindítója. Emlékére országos Arany Dániel matematikai versenyt rendeznek), dr. Vajda Emil, dr. Kovács Zoltán, dr. Polgár Sándor, dr. Lukács Károly. Tanulói közül nevesebbek: Riesz Marcell matematikus, Winter Ernő akadémikus, Zólyomi Bálint botanikus, akadémikus, Weichinger Károly építész, műegyetemi tanár, dr. Farádi László ny.egy. tanár és eü. miniszterhelyettes, Kelen Imre világhírű karikaturista (USA), Polgár Dénes újságíró, majd dr. Fehér János orvosprofesszor. Kossuth-díjasok: Beke Ferenc, Kapuváry Jenő, Winkler Dezső, Farkasdi Zoltán – valamennyien mérnökök.
A két világháború között, 1935-től vált az iskola gimnáziummá. Az ötvenes években vegyes típusú lett: mintegy 20 évig szakközépiskolai osztályai is voltak. Második virágkora a hatvanas évektől a tagozatos osztályok belépésével kezdődött meg. Tanulmányi, sport és kulturális munkája révén az intézet fontos szerepet játszik Győr-Moson-Sopron vármegyében. A Révai gimnázium a továbbtanulni akaró, kiváló tehetségű diákokat vonzotta, s a tanári kar a szülők áldozatvállalásával eleget tudott tenni a megnövekedett igényeknek. Eredményeit országszerte elismerik. [forrás?]

## AzArany János Program
Az iskola nevelőtestülete legfőbb céljának a tehetségek felkarolását tekintette és tekinti. Ezért is vállalkozott arra, hogy részt vesz az AJTP-ben, amelynek elindításában aktívan közreműködik.
2000-ben a Kossuth Lajos Ipari Szakközép-, Szakiskola kollégiumával közösen 23 tanulóval indult a képzés az iskolában. Jelenleg 56 diák tanul a programban (előkészítő, 10. és 13. évfolyamon). 2003-ban saját fiú kollégiummal bővült az intézmény. A programot részletes írásbeli tájékoztatóval, személyes találkozásokkal ("falujárás") népszerűsítik a megye községeinek általános iskoláiban. Az előkészítő évet követően tanulók hagyományos gimnáziumi képzésben részesülnek, az AJTP specialitását figyelembe véve (önismeret, tanulásmódszertan). Az utolsó két évben fakultáció keretében készítik fel őket az érettségi – felvételi vizsgákra. Eddig két osztályuk érettségizett, 2005-ben végzetek az első "Aranyosok". A 21 tanulóból 20-at vettek fel főiskolára és egyetemre, közülük 15-öt az első helyre. Mindegyik diák sikeres ECDL vizsgát tett, angol nyelvvizsga bizonyítványt és jogosítványt szerzett. Az iskola és a két kollégium jó együttműködésének köszönhetően a tanulók hasznosan tölthetik el szabadidejüket, érdeklődési körök, szakkörök, egyetemi előkészítők mellett kitárult előttük a világ határon belül és határon kívül. Sítáborok, külföldi utazások (Erdély, Velence, Prága, Róma), és a nyelvtanulást segítő egy hetes angliai tanulmányutak is hozzájárultak céljaik megvalósításához. A színházi előadások, a hangversenyek sok élménnyel gazdagították a diákokat. A tantestület, a szülők és a tanulók körében is méltán vált népszerűvé az AJTP. "A tény, hogy országos hírű iskoláról van szó, már önmagában sokat nyomott latba. Szimpatikus az is, hogy nemcsak a tananyag átadása a cél, hanem az egész ember nevelése is (egy szülő)".

### A tanulmányi versenyek elindításában játszott szerepe
- 1894: Az itt tanító Arany Dániel megalapítja a Középiskolai Matematikai és Fizikai Lapokat.
- 1968: az Irinyi János Kémiai Verseny elindítását kezdeményezi
- 1973: Az iskola kémiatanárainak kezdeményezésére elindul a Középiskolai Kémiai Lapok
- 1976: A Kitaibel Pál Biológia Verseny elindítását kezdeményezi.

## Az iskola hatékonysága
Az 1980-tól ismét csak gimnáziumi osztályokkal (24) rendelkező iskola tanulmányi színvonala 4,0 és 4,5 között mozog. Az egyetemi felvételi vizsgákon első jelentkezésre a tanulók 65 – 73%-át veszik fel: ez az országos átlag kétszerese. (Ez alapján országosan 4.) Továbbtanulásra a létszám 97-98%-a jelentkezik. 1992-ben kísérletként indult a 6 évfolyamos képzés az addigi 4 évfolyamos mellett A legutóbbi eredmények itt olvashatók: → 

### A nemzetközi diákolimpián szerzett helyezései
- 3 db aranyérem (matematika, kémia, orosz)
- 4 db ezüst (2 matematika, kémia, fizika)
- 5 db bronz (2 matematika, kémia, fizika, német)

Az OKTV-n 25 év alatt tanulói közül 89-en jutottak az első tíz helyezett közé. (11 első, 13 második, 5 harmadik helyezés.) Szinte valamennyi tantárgyból sikerült ez: a tanulók a helyezéseiket magyar, történelem, orosz, német és angol nyelv, matematika, fizika, kémia, biológia és földrajz tárgyakból szerezték. Kiváló sportolók – atléták, kézilabdázók: Ajtony Ákos, Bartovich József, dr. Hoffmann László, Orbán Csilla és mások (Stéger László, Jámbor Vilmos vezetésével).

## Híres diákok
- Áder János (politikus, volt köztársasági elnök)[2]
- gróf Batthyány Lajos (miniszterelnök)
- Bori Réka (színésznő)
- Dudits Dénes (növénygenetikus)[2]
- Farkasdi Zoltán (építész)
- Kövesi Csenge (színész)
- Nagy Andor (politikus)
- Olgyay Gábor (gitárművész)
- Oszter Sándor (színész)[2]
- Polyák Lilla (színésznő)[2]
- Tárnoki Márk (rendező)
- Ubrankovics Júlia (színésznő)[3]
- Weöres Sándor (költő, író)

## Külső hivatkozások
- http://www.revai.hu/
- http://www.ajtp.hu/digitalcity/entity/entityHomePage.jsp?dom=AAAANXBY&prt=AAAANXBF&egd=AAAANXBU&efm=AAAAPMRX Archiválva 2011. január 19-i dátummal a Wayback Machine-ben